# バソクプロイン
バソクプロイン（英語: bathocuproine、略記：BCP）は、1,10-フェナントロリンの誘導体の1つで、1,10-phenanthrolineの2位と9位の炭素に結合していた水素がメチル基に置換され、4位と7位の炭素に結合していた水素がフェニル基に置換された化合物である。

## 特徴

### 物理化学的性質
バソクプロインの化学式はC26H20N2であるため、その分子量は約360.5 である。常圧におけるバソクプロインの融点は283 ℃であり、常温では固体として存在する。また、バソクプロインは共役系が複数の環にまたがっており、可視光の一部も吸収する。この結果、常温常圧でバソクプロインは淡い黄色の固体の状態を取る。この固体は、極性を持った有機溶媒に溶解し易い。

### 配位能
1,10-フェナントロリンと同様に、バソクプロインも複素環化合物であり、1位と10位は炭素ではなく窒素である。この部分は芳香族性を有しており、この窒素が持つ孤立電子対は配位結合を行う能力を有する。さらに、窒素の配置の関係で、2つの窒素が持つ孤立電子対で、2箇所から配位結合を提供できる、多座配位子である。加えてバソクプロインの場合には、2つのメチル基が、2つの窒素が有る側に張り出しており、立体的に嵩高い多座配位子としての性質を強めている。